# Allocasuarina
Allocasuarina is een geslacht van bomen uit de familie Casuarinaceae. De soorten zijn endemisch in Australië, voornamelijk in het zuiden.

## Soorten
- Allocasuarina acuaria (F.Muell.) L.A.S.Johnson
- Allocasuarina acutivalvis (F.Muell.) L.A.S.Johnson
- Allocasuarina brachystachya L.A.S.Johnson
- Allocasuarina campestris (Diels) L.A.S.Johnson
- Allocasuarina corniculata (F.Muell.) L.A.S.Johnson
- Allocasuarina crassa L.A.S.Johnson
- Allocasuarina decaisneana (F.Muell.) L.A.S.Johnson
- Allocasuarina decussata (Benth.) L.A.S.Johnson
- Allocasuarina defungens L.A.S.Johnson
- Allocasuarina dielsiana (C.A.Gardner) L.A.S.Johnson
- Allocasuarina diminuta L.A.S.Johnson
- Allocasuarina distyla (Vent.) L.A.S.Johnson
- Allocasuarina drummondiana (Miq.) L.A.S.Johnson
- Allocasuarina duncanii L.A.S.Johnson
- Allocasuarina emuina L.A.S.Johnson
- Allocasuarina eriochlamys (L.A.S.Johnson) L.A.S.Johnson
- Allocasuarina fibrosa (C.A.Gardner) L.A.S.Johnson
- Allocasuarina filidens L.A.S.Johnson
- Allocasuarina fraseriana (Miq.) L.A.S.Johnson
- Allocasuarina glareicola L.A.S.Johnson
- Allocasuarina globosa L.A.S.Johnson
- Allocasuarina grampiana L.A.S.Johnson
- Allocasuarina grevilleoides (Diels) L.A.S.Johnson
- Allocasuarina gymnanthera L.A.S.Johnson
- Allocasuarina helmsii (Ewart & Gordon) L.A.S.Johnson
- Allocasuarina huegeliana (Miq.) L.A.S.Johnson
- Allocasuarina humilis (Otto & A.Dietr.) L.A.S.Johnson
- Allocasuarina hystricosa Wege
- Allocasuarina inophloia (F.Muell. & F.M.Bailey) L.A.S.Johnson
- Allocasuarina lehmanniana (Miq.) L.A.S.Johnson
- Allocasuarina littoralis (Salisb.) L.A.S.Johnson
- Allocasuarina luehmannii (R.T.Baker) L.A.S.Johnson
- Allocasuarina mackliniana L.A.S.Johnson
- Allocasuarina media L.A.S.Johnson
- Allocasuarina microstachya (Miq.) L.A.S.Johnson
- Allocasuarina misera L.A.S.Johnson
- Allocasuarina monilifera (L.A.S.Johnson) L.A.S.Johnson
- Allocasuarina muelleriana (Miq.) L.A.S.Johnson
- Allocasuarina nana (Sieber ex Spreng.) L.A.S.Johnson
- Allocasuarina ophiolitica L.A.S.Johnson
- Allocasuarina paludosa (Sieber ex Spreng.) L.A.S.Johnson
- Allocasuarina paradoxa (Macklin) L.A.S.Johnson
- Allocasuarina pinaster (C.A.Gardner) L.A.S.Johnson
- Allocasuarina portuensis L.A.S.Johnson
- Allocasuarina pusilla (Macklin) L.A.S.Johnson
- Allocasuarina ramosissima (C.A.Gardner) L.A.S.Johnson
- Allocasuarina rigida (Miq.) L.A.S.Johnson
- Allocasuarina robusta (Macklin) L.A.S.Johnson
- Allocasuarina rupicola L.A.S.Johnson
- Allocasuarina scleroclada (L.A.S.Johnson) L.A.S.Johnson
- Allocasuarina simulans |L.A.S.Johnson
- Allocasuarina spinosissima (C.A.Gardner) L.A.S.Johnson
- Allocasuarina striata (Macklin) L.A.S.Johnson
- Allocasuarina tessellata (C.A.Gardner) L.A.S.Johnson
- Allocasuarina thalassoscopica L.A.S.Johnson
- Allocasuarina thuyoides (Miq.) L.A.S.Johnson
- Allocasuarina tortiramula E.M.Benn.
- Allocasuarina torulosa (Aiton) L.A.S.Johnson
- Allocasuarina trichodon (Miq.) L.A.S.Johnson
- Allocasuarina verticillata (Lam.) L.A.S.Johnson
- Allocasuarina zephyrea L.A.S.Johnson